# Tintoretto
Tintoretto, cuyo nombre era Jacopo Comin (Venecia, 29 de septiembre de 1518-31 de mayo de 1594), fue uno de los grandes pintores de la escuela veneciana y representante del estilo manierista.  
En su juventud también recibió el apodo de Jacopo Robusti, pues su padre defendió las puertas de Padua frente a las tropas imperiales de una manera bastante vigorosa. Su verdadero apellido, 'Comin', fue descubierto por Miguel Falomir, jefe del departamento de Pintura italiana del Museo del Prado de Madrid, y se hizo público a raíz de la retrospectiva de Tintoretto en dicho museo en 2007.
Por su fenomenal energía y ahínco a la hora de pintar fue apodado Il Furioso, y su dramático uso de la perspectiva y los especiales efectos de luz hacen de él un precursor del arte barroco. Sus trabajos más famosos son una serie de pinturas sobre la vida de Jesús y la Virgen María en la Scuola Grande di San Rocco de Venecia.

## Biografía

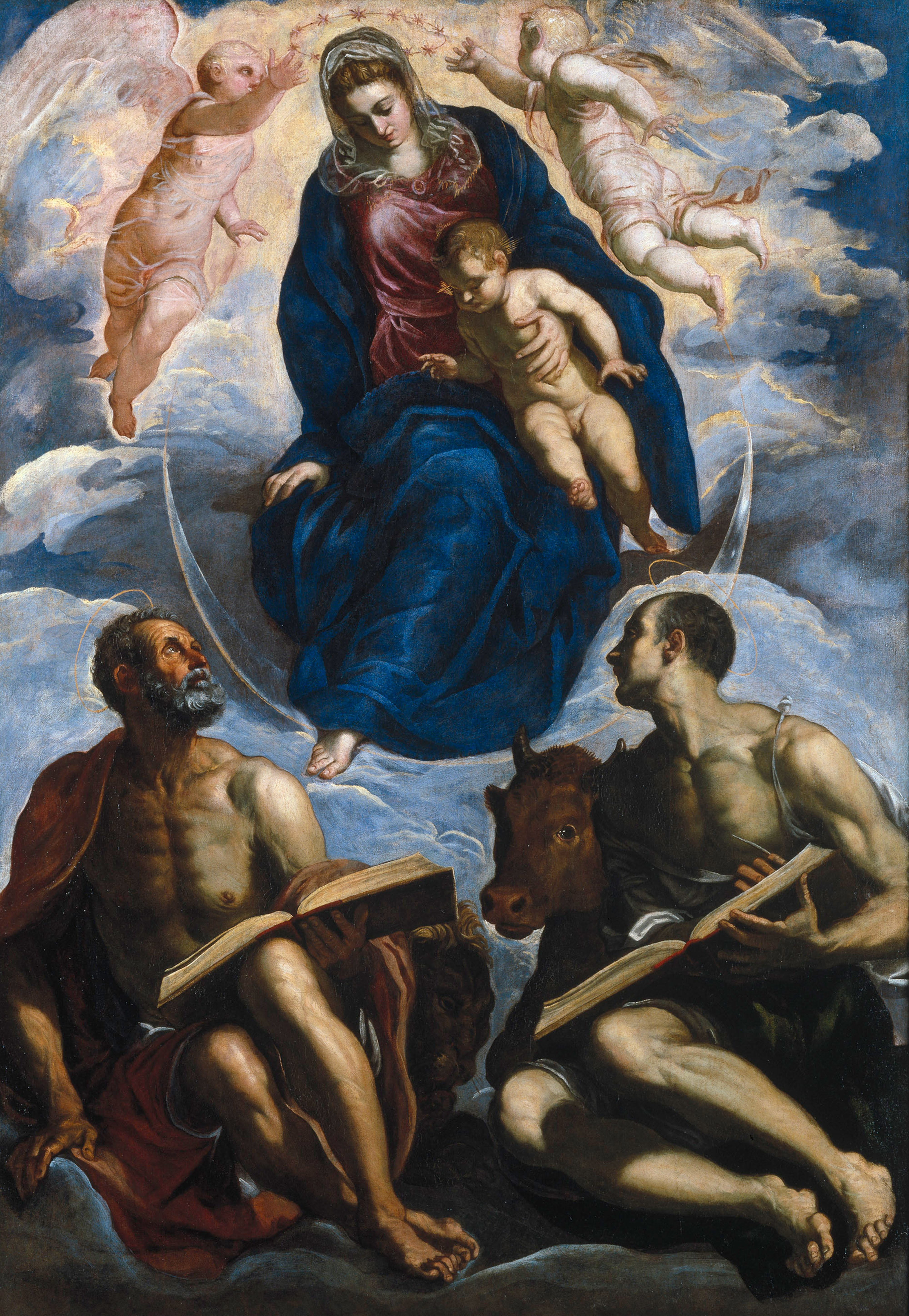
La Virgen con el Niño, san Lucas y san Marcos

### Años de aprendizaje
Nació en la ciudad de Venecia, República de Venecia, hacia 1518; su fecha de nacimiento es incierta debido a que el acta de nacimiento se perdió en el incendio de los archivos de San Polo, pero el acta de defunción indica que Tintoretto murió en 1594 a la edad de setenta y cinco años. 
Era el mayor de veintiún hermanos. Su padre, Giovanni, Battista para la enciclopedia Treccani, era un tintorero; de ahí que su hijo tuviera el apodo de Tintoretto, pequeño tintorero, o hijo del tintorero. La familia era originaria de Brescia, una ciudad-estado a unos 170 kilómetros de Venecia. Otros estudios posteriores indican la ciudad toscana de Lucca como origen de la familia. 
En su infancia Jacopo, un pintor innato, comenzó a pintarrajear sobre las paredes de la tintorería; su padre, dándose cuenta de esta inclinación, lo llevó al taller de Tiziano a ver si podía aprender a ser artista. Cabe suponer que esto ocurrió en torno a 1533, cuando Tiziano tenía ya (de acuerdo con el cálculo usual) cincuenta y seis años de edad. 
Alumno de Tiziano aunque no por mucho tiempo, se dice que aprendió de su maestro el arte del color y las sombras. Las relaciones entre Tiziano y Tintoretto fueron distantes a lo largo de su vida, siendo de hecho Tintoretto un admirador profeso y ardiente de la obra de Tiziano, pero nunca un amigo, mientras que Tiziano y sus partidarios le volvieron la espalda. No faltó tampoco una abierta denigración, pero Tintoretto no le prestó atención. No buscó otro maestro, sino que estudió por cuenta propia con celo laborioso; vivió pobremente, coleccionando moldes, bajorrelieves, etc. para practicar con su ayuda. Observando un cuadro del Tintoretto se puede ver que, en comparación con obras de Tiziano, su objetivo era transmitir emociones más que adaptarse a los cánones de belleza de la época.
Se interesó por las corrientes manieristas toscanas, romanas y emilianas, difundidas en Venecia por artistas como Jacopo d'Antonio Sansovino, Francesco Salviati y Andrea Schiavone. Su gran modelo en el dibujo fue Miguel Ángel. Estudió especialmente los modelos de la Capilla funeraria de los Médicis  (Florencia): la Aurora, el Día, el Crepúsculo y la Noche. 
Su noble concepción del arte y su alta ambición personal quedaron evidenciadas en la inscripción que colocó sobre su taller: Il disegno di Michelangelo ed il colorito di Tiziano («El diseño de Miguel Ángel y el colorido de Tiziano»). Sin embargo, hay que aclarar que hay controversias acerca de este dato.   Sentía pasión por los efectos de las luces. Hacía figuras de cera o arcillas de sus modelos y experimentaba con ellas colocándolas en distintos ángulos para ver el efecto de la luz antes de pintarlos. Como resultado de estas pruebas, algunas figuras aparecen en más de una de sus obras, siempre pintadas con diferente iluminación. A veces tomaba como modelos a muertos diseccionados o estudiados en escuelas de anatomía; algunos estaban envueltos en telas, otros desnudos. Con frecuencia trabajaba tanto por el día como durante la noche. Debido a su trabajo, vivía de la manera más retirada, e incluso cuando no estaba pintando solía permanecer en su taller, rodeado por moldes. Aquí rara vez admitía a alguien, ni siquiera a amigos íntimos, y mantenía sus técnicas de trabajo en secreto, excepto para sus asistentes.

### Primeras obras
Un documento de 1539 menciona a Tintoretto como un “pintor independiente”. 
Frecuentaba la compañía del joven pintor Andrea Schiavone, cuatro años menor que él. Tintoretto ayudó a Schiavone gratis en sus pinturas murales; y en muchas otras ocasiones posteriores trabajó sin retribución, y de esta manera triunfaba a la hora de obtener encargos. Las dos pinturas murales más tempranas conocidas de Tintoretto, hechas, como otras, prácticamente sin retribución, se dice que fueron El festín de Belshazzar y una Lucha de caballería. Ambas han desaparecido hace tiempo, así como todos sus frescos, tarde o temprano. 

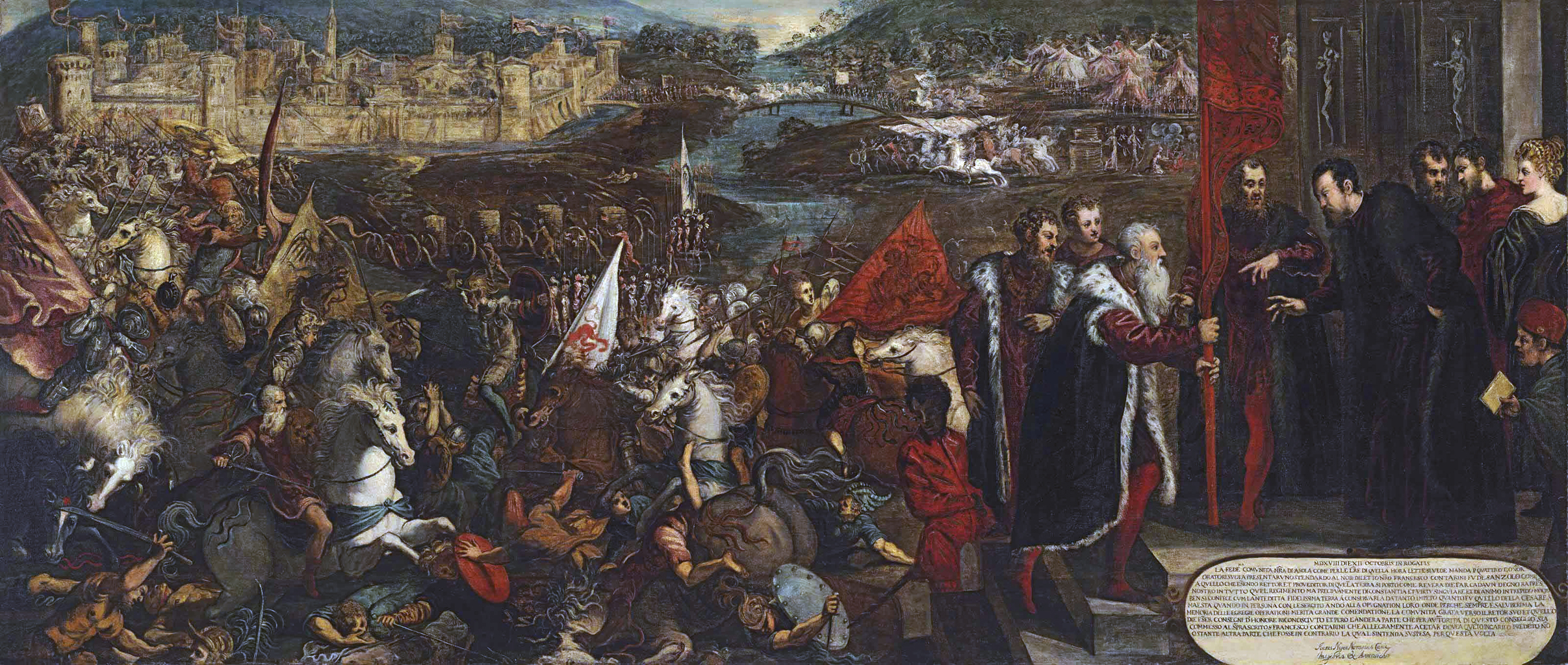
El asedio de Asola (1544-45), Museo Nacional de Posnania, Polonia.

La primera de sus obras que llamó  la atención fue un retrato de grupo, con él y su hermano, este último tocando la guitarra, con un efecto nocturno; también se perdió. Le siguieron algunas obras de tema histórico, que Tiziano fue lo suficientemente franco como para alabarlas.
Una de las primeras obras de Tintoretto que aún se conservan está en la iglesia del Carmen en Venecia, la Presentación de Jesús en el Templo; también en San Benedetto están la Anunciación y Cristo con la Mujer de Samaria. 
Se le atribuyen escenas mitológicas para los artesonados del techo del palacio veneciano de los Pisani, datados en 1541 (Galería Estense, Módena). Realiza retratos de nobles y burgueses venecianos como el Retrato de un gentilhombre veneciano (h. 1545, Museo del Louvre).
No se sabe seguro si estuvo en Roma. Tal viaje habría tenido lugar en torno a 1547. Allí conocería la obra de Miguel Ángel y de Francesco Salviati. 
Para la Scuola della Trinità (las escuelas de Venecia eran más bien hospitales o fundaciones de caridad que instituciones docentes) pintó Historia del Génesis (1550-1552, Venecia, Ac). Dos de los cuatro temas pintados, hoy en la Galería de la Academia de Venecia, son Adán y Eva y La muerte de Abel, ambas obras nobles de gran maestría, lo que no deja duda de que Tintoretto fue por aquella época un consumado pintor – uno de los pocos que ha alcanzado la mayor eminencia en ausencia de aprendizaje formal. En estas pinturas se evidencia la influencia de Tiziano y un nuevo sentido del paisaje.
Tintoretto pintó para la iglesia de Santa María del Huerto (Chiesa della Madonna dell'Orto), de la que era feligrés, tres de sus obras destacadas: La adoración del becerro de oro (se cree que la figura que lleva el becerro puede ser un retrato del artista), la Presentación de la Virgen en el Templo, y El juicio final (1562-64) hoy terriblemente repintadas; y se estableció en una casa junto a la iglesia. Es un edificio gótico, sobre la laguna de Murano hacia los Alpes, construida en el Fondamenta de Mori, aún en pie.

### Pinturas sobre San Marcos

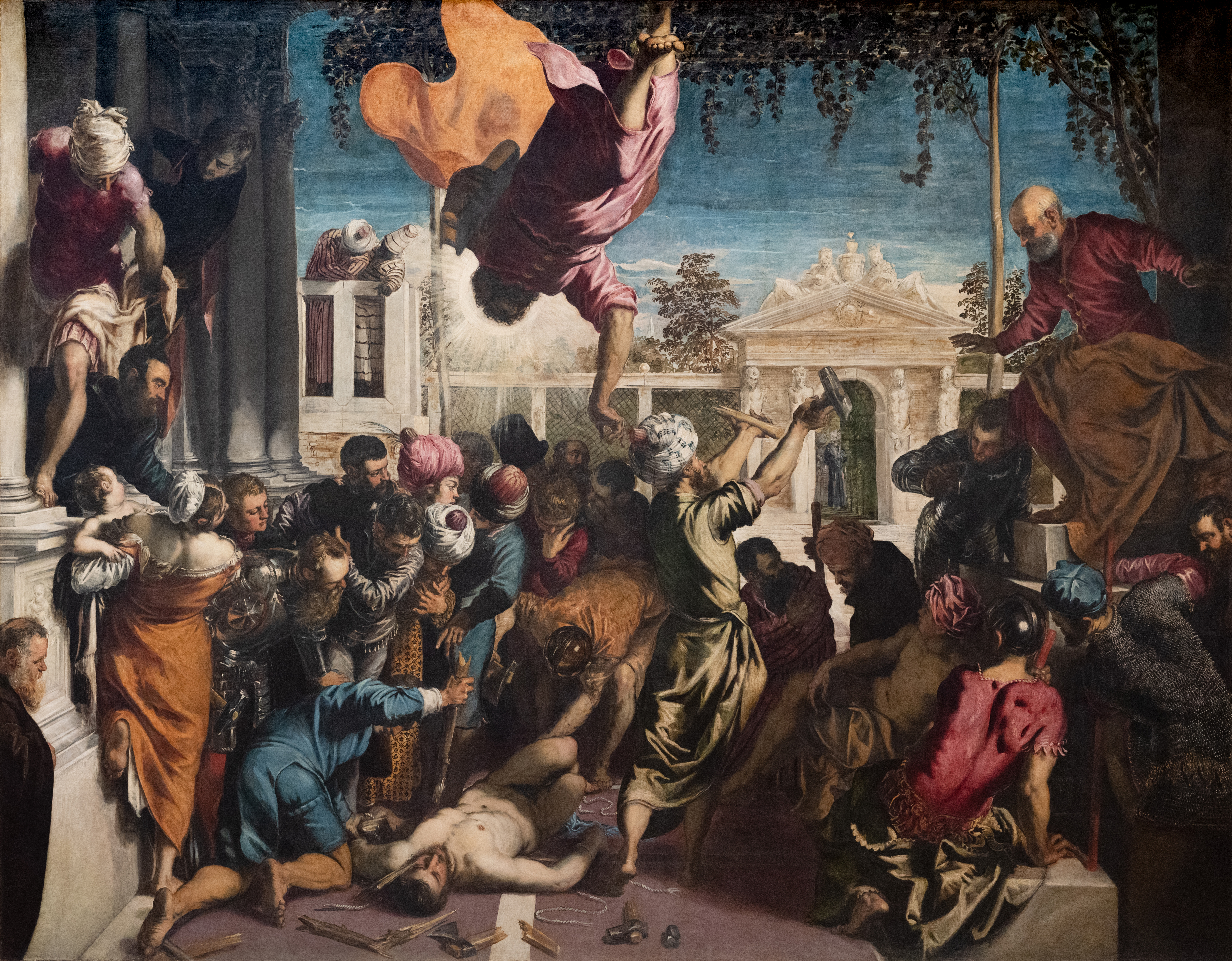
San Marcos liberando al esclavo, 1548, óleo sobre tela, Galería de la Academia de Venecia.

Entre 1548 y 1563 pintó varios lienzos de gran tamaño con escenas de la vida de san Marcos. Son representaciones caracterizadas por una acción vehemente, desconocida hasta entonces en la pintura veneciana, con violentos escorzos. De 1548 es San Marcos liberando al esclavo, obra maestra innovadora que asienta su estilo. Fue muy celebrada, representando en la actualidad una de las obras más destacadas de la Galería de la Academia de Venecia, que la presenta en la misma sala que Cena en casa de Levi (1573) de Veronés. 
La pintura de las paredes y techos de la Escuela de San Marcos supuso una enorme labor y marca el desarrollo personal del pintor. Este edificio puede considerarse, hoy en día, un santuario alzado por Tintoretto a su propio genio. El edificio se comenzó en 1525 por los Lombardi, y tenía una luz muy deficiente, así que era particularmente inapropiado para cualquier ornamentación pictórica. 
A esta Escuela de San Marcos entrega, entre 1562 y 1566, los “Milagros de san Marcos”: La invención (o hallazgo) del cuerpo de san Marcos, Traslación del cuerpo de San Marcos  y San Marcos salvando a un sarraceno de un naufragio. A través de estas obras Tintoretto logró transmitir la fuerza de los grandes relatos de la Biblia y de las leyendas sacras creando cuadros cautivadores e insólitos para la época.
Estas obras de San Marcos fueron recibidas con un aplauso general muy significativo, incluyendo el de Pietro Aretino, muy influyente amigo íntimo de Tiziano, que hasta entonces no tenía buena opinión de Tintoretto, uno de los pocos hombres que no se dignaban a buscar su favor. Se dice que Tintoretto pintó un techo de la casa de Pietro y que en otra ocasión, invitado a pintar su retrato, acudió y procedió a tomar las medidas de su modelo con una pistola o un estileto, indicando así que no era persona con la que se pudiese bromear. Después de los encargos de la Escuela de san Marcos, acabaron los años difíciles en la carrera del pintor.

### Escuela de San Roque

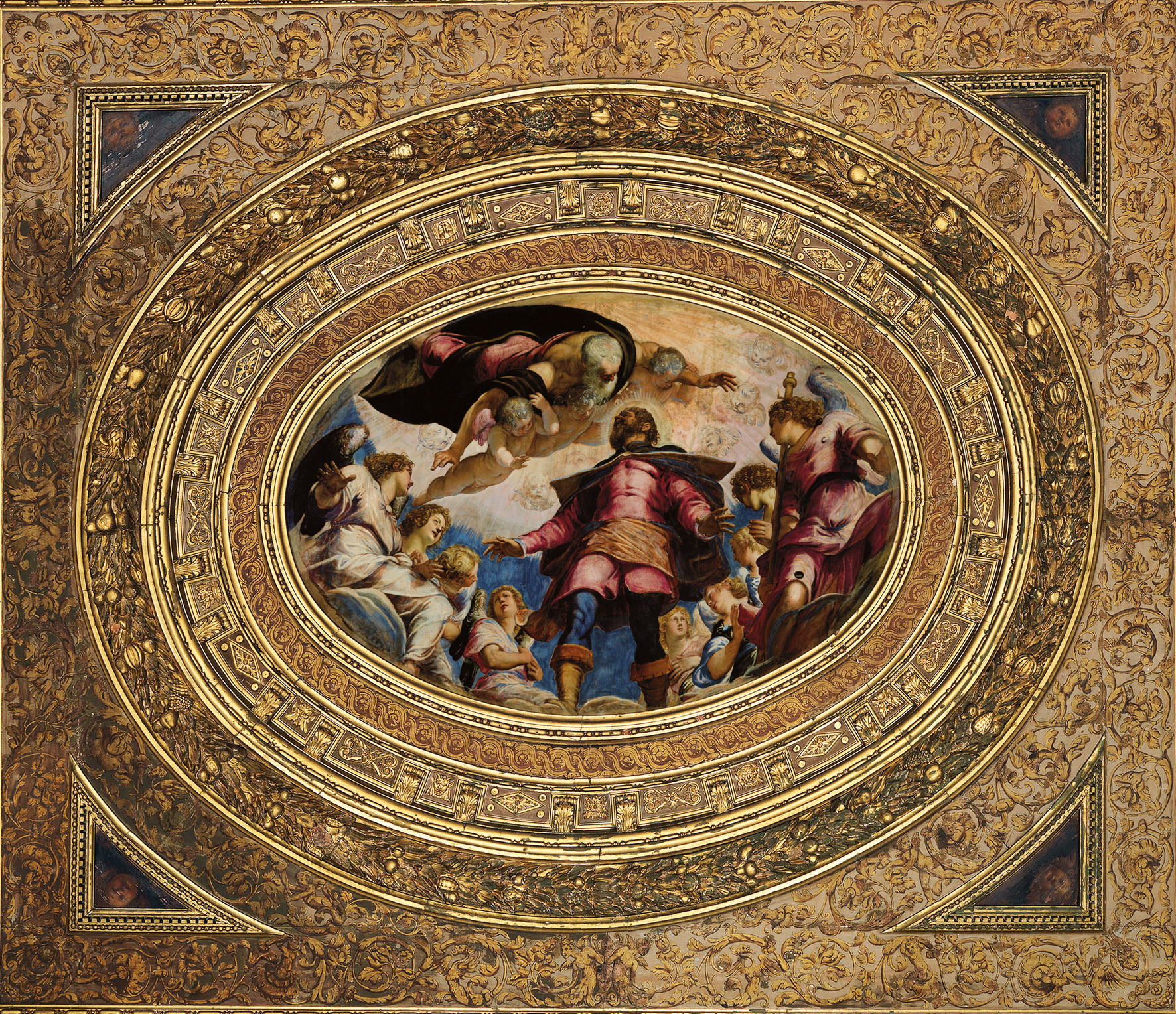
Glorificación de San Roque (1564).

Durante los años 1564 a 1588, Tintoretto realizó la decoración de la Escuela (Scuola Grande di San Rocco) y la adyacente iglesia de San Roque. En la iglesia había realizado la destacada La curación del paralítico (1559). Pintó escenas de la vida de san Roque en el presbiterio de esta iglesia.
Cinco pintores destacados, entre ellos Tintoretto y Paolo Veronese, fueron invitados a mostrar proyectos para la pieza central de la sala pequeña llamada Sala dell'Albergo u Hospital de san Roque en Venecia, con el tema de San Roque recibido en el cielo (también conocida como Glorificación de san Roque o San Roque en la gloria, 1564). Tintoretto no entregó un esbozo, sino una pintura, y consiguió que lo insertasen en su óvalo. Los competidores protestaron, lógicamente; pero el artista, que sabía manejarse en este juego, hizo un regalo de la pintura del santo; y, como un reglamento de la fundación prohibía rechazar ningún regalo, permaneció en el lugar, proporcionando gratis las otras decoraciones del mismo techo. 

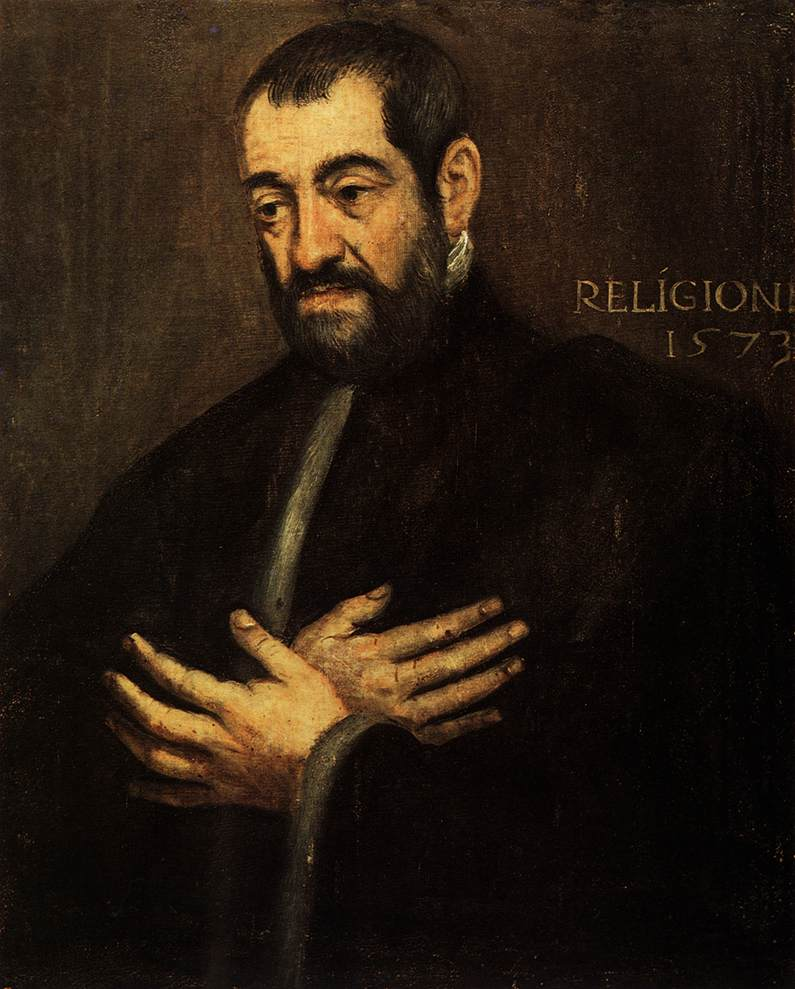
Autorretrato de Tintoretto en la Sala Grande de la Scuola di San Rocco (1573)

Las primeras pinturas que realizó para la Escuela están en la pequeña Sala dell'Albergo, junto al salón superior. Cerca de la entrada a la Sala dell'Albergo hay un autorretrato (1573) del autor. En 1565 regresó a su obra en la escuela, pintando en esta Sala dell'Albergo una magnífica Crucifixión, por la que le pagaron la suma de 250 ducados. Enfrente se representan escenas de la Pasión: Cristo ante Pilatos, La coronación de espinas y La ascensión al Calvario.
En 1576 presentó gratis otra pieza central, la del techo de la Gran Sala, representando La erección de la serpiente de bronce; y en el año siguiente completó este techo con pinturas de la Fiesta pascual y Moisés hace manar agua de la roca aceptando cualquier renta que la fraternidad le quisiera dar. 
En noviembre de 1577 se ofreció a ejecutar las obras a razón de 100 ducados por año, con tres pinturas cada año. Esta propuesta fue aceptada y se cumplió religiosamente. Solo la muerte del pintor le impidió ejecutar algunas de las pinturas del techo. Toda la suma pagada por la escuela a lo largo de los años ascendió a 2447 ducados. Si se dejan de contar algunas obras menores, la escuela e iglesia contienen cincuenta y dos pinturas memorables, que pueden describirse como amplios esbozos sugestivos, con la maestría, pero no la deliberada precisión, de pinturas acabadas, y adaptadas para ser vistas a una oscura media luz.
En el techo del Salón Superior destacan La caída de maná, La erección de la serpiente de bronce y el ya citado Moisés hace manar agua de la roca. Sobre las paredes de este Salón los frescos tratan escenas del Nuevo Testamento: San Roque, San Sebastián, La adoración de los pastores, el Bautismo de Jesús, La Resurrección, La oración en el huerto, La Última Cena, La visión de san Roque, El milagro de los panes y los peces, La resurrección de Lázaro, La Ascensión, Jesús sana al paralítico y La tentación de Cristo.
Sus pinturas tardías ocupan el Salón Inferior, junto a la entrada. Las realizó entre 1583 y 1587. Presenta ocho pinturas sobre la vida de la Virgen María: Anunciación, Asunción de la Virgen (solo esta ha quedado desfigurada por la restauración), La huida a Egipto, Santa María Magdalena y Santa María de Egipto. Otros temas que aparecen son: La Adoración de los Reyes Magos, La matanza de los inocentes y La presentación en el templo.

### Palacio Ducal de Venecia

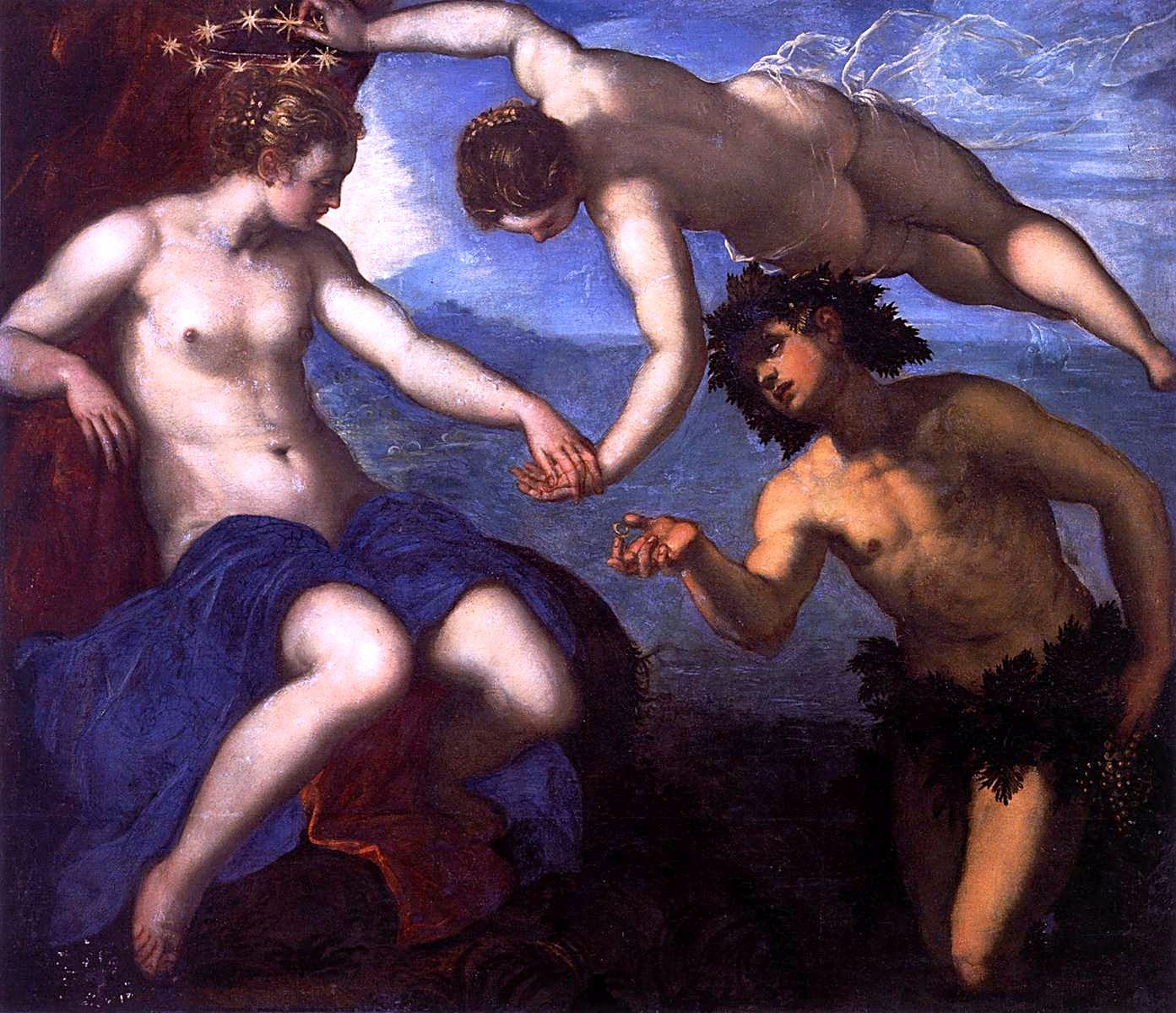
Baco y Ariadna, 1578, óleo sobre lienzo, Palacio Ducal, Venecia.

Se considera que en torno a 1560, Tintoretto comenzó sus numerosas pinturas del Palacio Ducal de Venecia; ejecutó allí un retrato del dogo, Girolamo Priuli. Le siguieron otras obras que quedaron destrozadas por el gran incendio de 1577: la Excomunión de Federico Barbarroja por el papa Alejandro III y la Victoria de Lepanto. 
Después del incendio, Tintoretto comenzó de nuevo, con Paolo Veronese como compañero; sus obras han sido, en su mayor parte, desgraciadamente retocadas en años posteriores, y algunos de los mejores monumentos a su poder pictórico han quedado degradados a obras de relativa poca importancia. 
Pintó el techo de la Sala delle Quattro Porte; en la Sala del Anti-Colegio, cuatro extraordinarias obras maestras: Baco, con Ariadna coronada por Venus, las Tres Gracias y Mercurio, Minerva rechazando a Marte, y la Fragua de Vulcano que fueron pintadas por cincuenta ducados cada una, además del material, hacia 1578; en la Sala del Colegio, los Esponsales de santa Catalina con Jesús; en la Sala del senado, las pinturas del techo y las paredes son obras de Tintoretto y sus discípulos, destacando Venecia, Reina del Mar; en la Sala dello Scrutinio Tintoretto pintó la Captura de Zara a los Húngaros en 1346 en medio de un huracán de misiles; en la Antichiesetta, San Jorge y san Nicolás, con santa Margarita (la figura femenina a veces es considerada la princesa a la que san Jorge rescató del dragón), y San Jerónimo y san Andrés; en la Sala del Consejo Mayor (Sala del Maggior Consiglio), nueve grandes composiciones, principalmente escenas de batalla. En la pared del fondo pintaría, años después, El Paraíso.
Entre 1578 y 1580 marchó a Mantua, para trabajar en el servicio del duque Guillermo Gonzaga.

### El paraísoyLa última cena

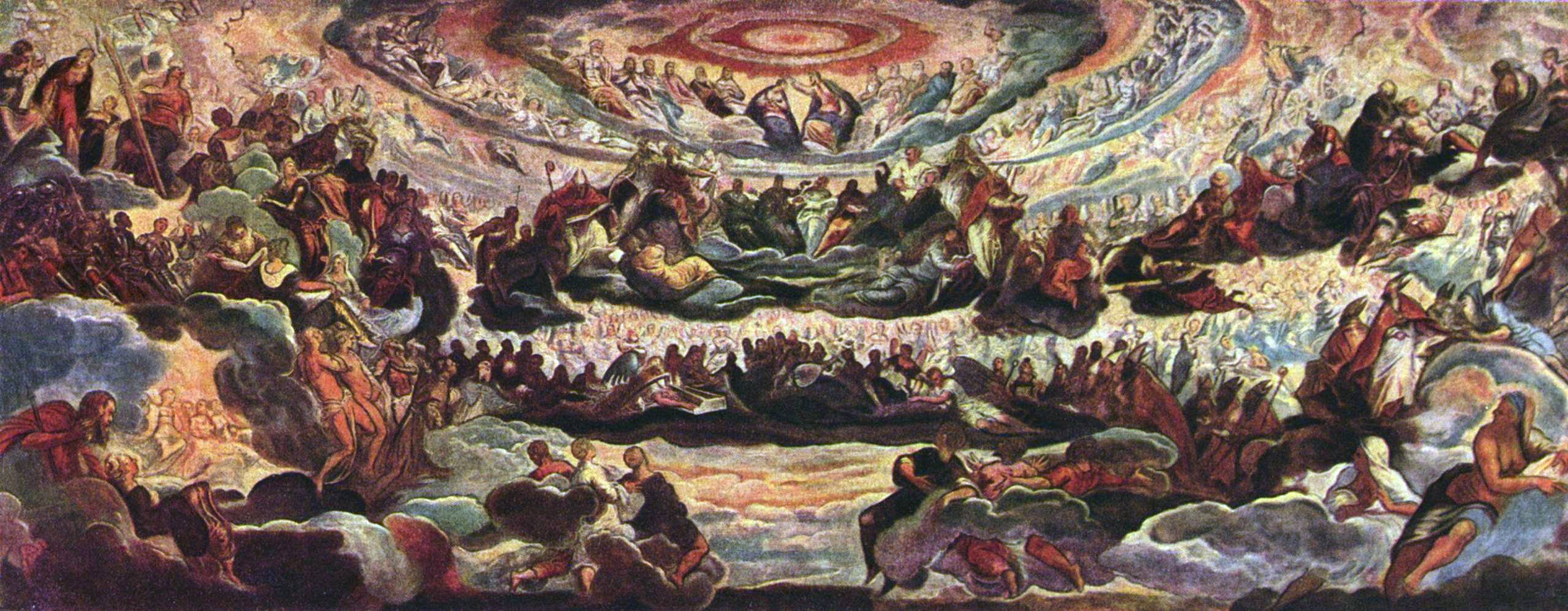
El paraíso, h. 1579, óleo sobre lienzo, modelo en el Museo del Louvre, París.

Las dos grandes obras que culminan la carrera de Tintoretto fueron El Paraíso y La última cena.
El Paraíso ocupa la pared este de la Sala del Consejo Mayor en el Palacio Ducal. Fue considerado el mayor cuadro del mundo sobre lienzo, con sus 22,6 x 9,1 m. Es una obra de tan vasta escala, tan colosal en la extensión de su poder, tan desconsiderada con los estándares ordinarios de concepción o método, de una inspiración tan pura de un alma que ardía con una imaginación visual apasionada y una mano mágica para trabajar las formas y el color, que ha desafiado a los entendidos durante tres siglos, y aunque sus contemporáneos venecianos no lo vieron así, ya que fue vista como una obra malograda y excéntrica. Pocos ojos supieron ver que era un trascendente monumento a las facultades humanas aplicadas al arte pictórico, de manera que debía mirarse con respeto y admiración. 
Cuando la obra aún no le había sido encargada, Tintoretto solía decir a los senadores que rezaba a Dios para que se la dieran a él, de tal manera que el propio paraíso pudiera ser, por ventura, su recompensa tras la muerte. Al recibir el encargo en 1588, puso su lienzo en la Escuela de la Misericordia y se dedicó infatigable a la tarea, haciendo muchos cambios y haciendo varias cabezas y trajes directamente del natural. 
Cuando la pintura estaba ya muy avanzada la llevó a su lugar definitivo, y allí la acabó, ayudado por su hijo Domenico en detalles como las telas. Toda Venecia aplaudió el soberbio logro, que posteriormente sufrió cierto abandono, pero no restauraciones. Invitaron a Tintoretto a poner él mismo el precio, pero esto lo dejó a las autoridades. Entonces le dieron una suma considerable, que él disminuyó algo, una anécdota que dice más de su falta de avaricia que su primera época, en que trabajaba gratis.
Después de esta obra, Tintoretto realizó sus últimos cuadros para la iglesia y monasterio de San Giorgio Maggiore, en una pequeña isla: La última cena (1592-94), Recogida del maná (1594) y La deposición (1592-94). Las dos primeras se encuentran en los muros del presbiterio, y la última en la capilla de los muertos. Una comparación entre su Última Cena y la de Leonardo da Vinci muestra cuánto había evolucionado el arte desde el Renacimiento. En la obra de Leonardo, los discípulos se sitúan alrededor de Jesús con una simetría casi matemática. En las manos de Tintoretto, la misma escena aparece dramáticamente distorsionada. Las figuras humanas parecen abrumadas por la aparición de seres fantásticos. La escena tiene lugar en una taberna sombría y popular, donde las aureolas de los santos aportan una luz extraña que subraya detalles incongruentes. El tono es resueltamente barroco.

### Familia

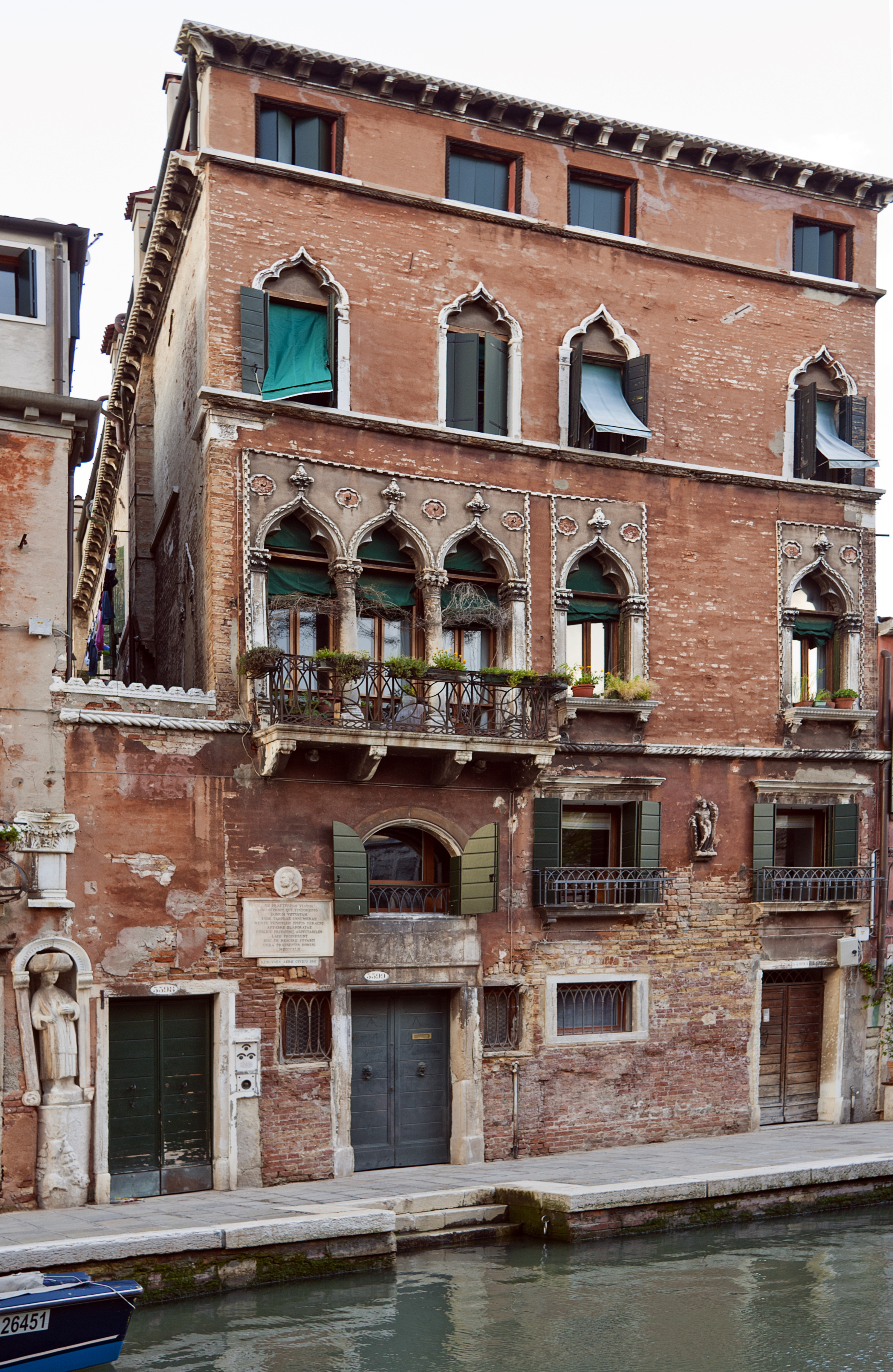
La casa de Tintoretto, «Fondamenta dei Mori», Cannaregio, Venecia.

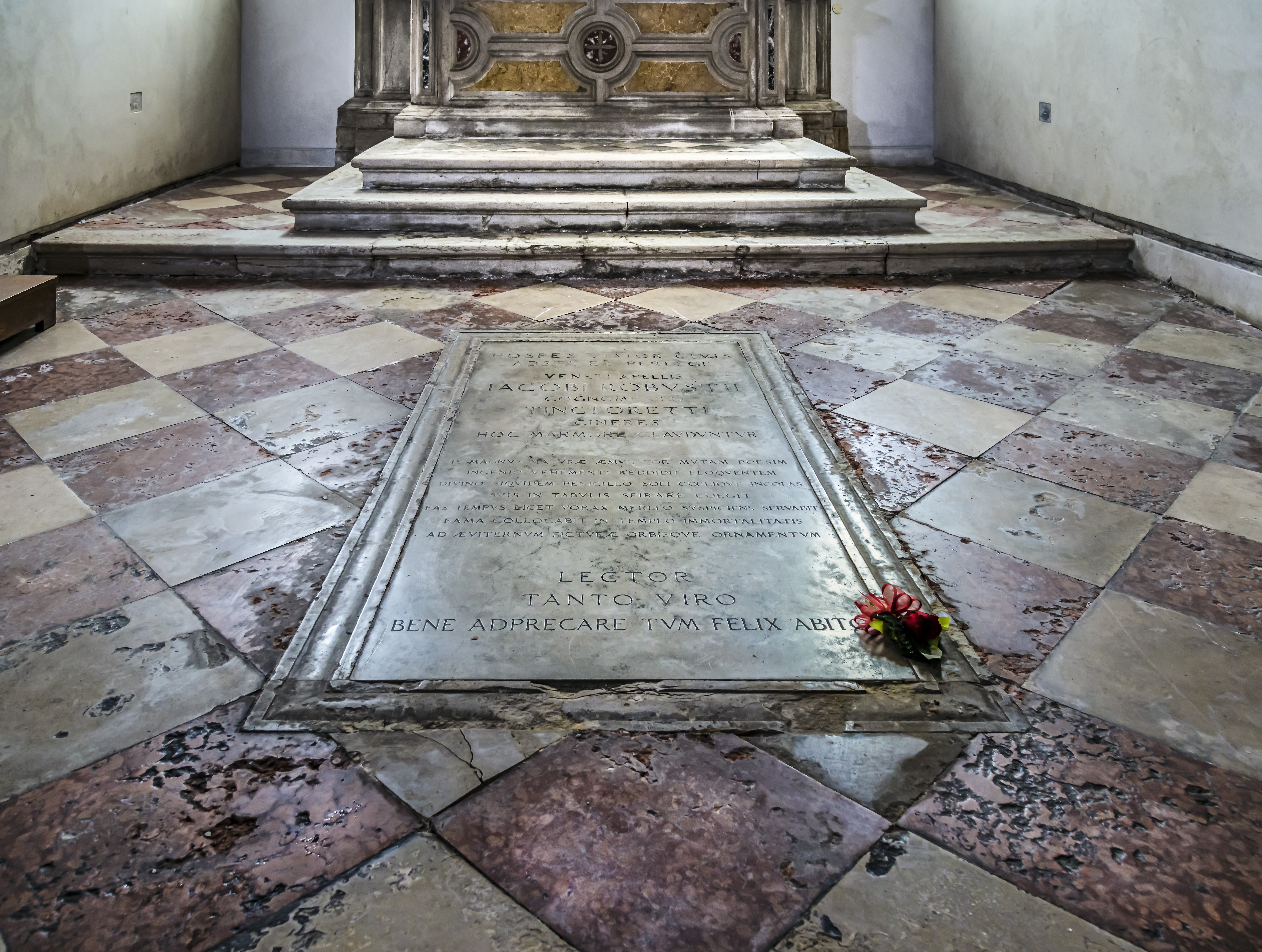
Su tumba - Madonna dell'Orto

En 1550 se casó con Faustina de Vescovi (o, quizá, Episcopi), hija de un noble veneciano y prominente miembro de la Scuola de San Marcos. Parece que fue una cuidadosa ama de casa, que supo llevarse con quien debió ser un marido no fácilmente tratable. Su esposa le hacía llevar la vestimenta de ciudadano veneciano fuera de casa; si llovía, intentaba que se pusiera abrigo, a lo que él se resistía. También le daba unas monedas envueltas en un pañuelo, y esperaba que él le explicara después lo que había hecho con él; la respuesta usual de Tintoretto era que lo había gastado en ayudas a los pobres o a los prisioneros.
Faustina le dio varios hijos, probablemente dos hijos y cuatro hijas. Marietta, hija de Jacopo, tuvo otra madre, probablemente alemana, que tuvo una relación con Jacopo antes de su matrimonio con Faustina. De sus ocho hijos, fueron pintores destacados Marietta y Domenico, que lo ayudaron en su taller.
De Marietta se decía que a los quince años solía acompañar y ayudar a su padre en el trabajo, vestida de chico. Fue una retratista de considerable habilidad, así como música, tanto vocal como instrumental; pero pocas obras suyas pueden encontrarse hoy día. Se casó con un joyero, Mario Augusta. Falleció en 1590, a los treinta años. Según la tradición, Tintoretto la pintó mientras yacía muerta en el lecho.
Por su parte, Domenico (1562-1637) frecuentemente le ayudaba en el trabajo preparatorio de sus grandes pinturas. Pintó multitud de obras, muchas de amplia escala; serían, en el mejor de los casos, mediocres y, para venir de un hijo de Tintoretto, resultan irritantes; de todos modos, puede considerarse un practicante de la pintura considerable a su manera.
Tintoretto rara vez viajó fuera de Venecia. Amaba todas las artes, tocaba el laúd y varios instrumentos, algunos de ellos de su propia invención, y diseñó vestuario teatral y propiedades, estaba versado en instrumentos mecánicos. 
Al final de su vida, se volvió particularmente sombrío y piadoso. Dos años después, en 1592, Tintoretto se convirtió en miembro de la Scuola di Mercanti (Escuela de los Mercaderes).
Tuvo un ataque en el estómago, que se complicó con fiebre, lo que le impidió dormir y casi comer durante una quincena. Murió de peste el 31 de mayo de 1594. Está enterrado en un altar que él había decorado, en la iglesia de Santa María del Orto, junto a Marietta.
En 1866 la tumba de los Vesconti y Tintoretto se abrió, y los restos de nueve miembros de las familias unidas se encontraban allí. Se asignó a la tumba una diferente ubicación. La tumba de Tintoretto está marcada con una placa, con la de sus hijos en la capilla a la derecha del presbiterio.

## Estilo y escuela

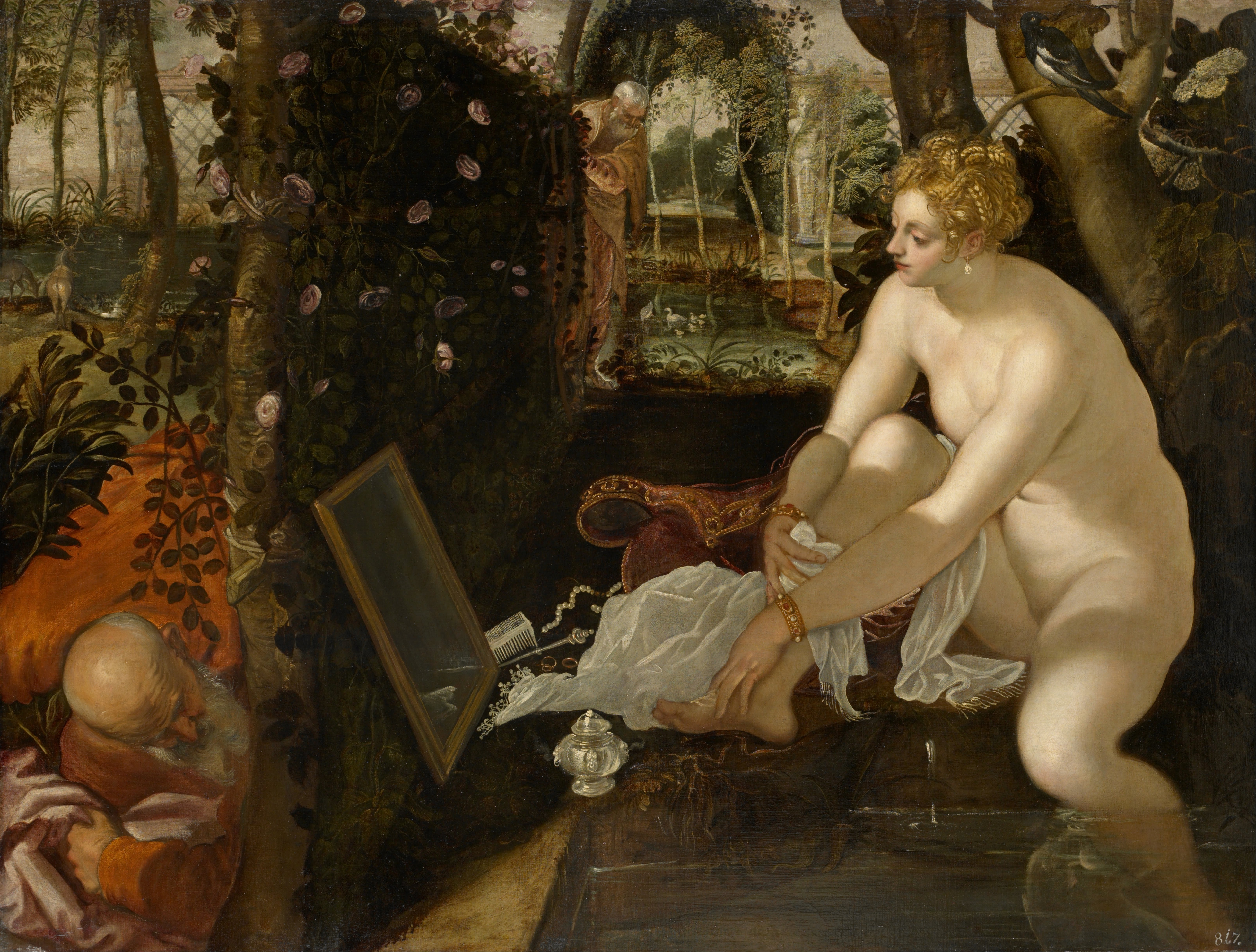
Susana y los viejos, 1555-56

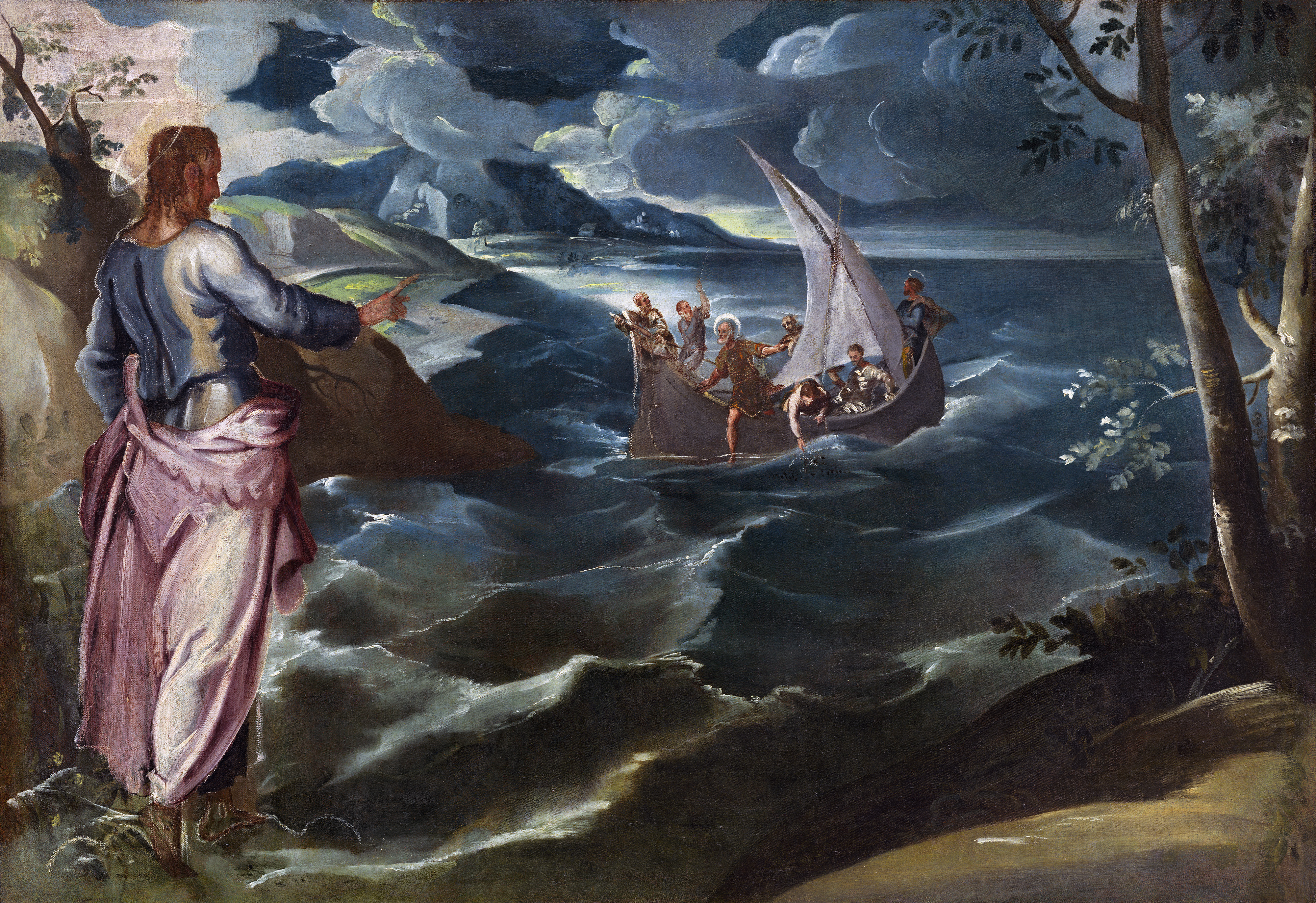
Cristo en el lago Tiberíades, h. 1560, óleo sobre tela, National Gallery of Art, Washington (D.C.).

Su estilo inicialmente siguió al de Tiziano. Evolucionó a partir de 1540, adquiriendo una tendencia manierista más marcada que los otros dos grandes pintores de la escuela veneciana, Tiziano y Veronés. Fue un artista que pintó con pasión, alcanzando en su plenitud su característica audacia, el dinamismo incansable de su composición, un uso dramático de la luz y enfáticos efectos de perspectiva, que hacen que parezca un artista barroco adelantado a su tiempo. Para poder expresar con mayor intensidad el sentido dramático de sus obras sacrificó «aquella suave belleza de colorido» que fue una de las conquistas más grandes de la escuela veneciana de Giorgione y Tiziano. 
De su admirado Miguel Ángel toma las anatomías y las posturas difíciles, siendo este enérgico modelado del cuerpo una novedad en Venecia. Sus efectos de perspectiva son enfáticas. Pero lo inserta en un marco muy característico de la escuela veneciana: el color, el paisaje y la luz. Esta última cobra singular relevancia en sus últimas obras, usándola de forma dramática.
Tuvo enorme capacidad de trabajo. Ejecutaba una obra tras otra con rapidez, pues acaparaba numerosos encargos. Esta prolífica producción, de más de 300 obras, se explica, además, por la existencia de un taller. Se decía que había acabado en dos meses dos pinturas históricas cada una conteniendo veinte figuras, de las cuales siete eran retratos. Sebastiano del Piombo señaló que Tintoretto podía pintar en dos días tanto como él en dos años; Annibale Carracci que Tintoretto fue, en muchas de sus obras, semejante a Tiziano, en otras inferior a Tintoretto. Esta era la opinión generalizada que de él tenían los venecianos, que sostenían que Tintoretto tenía tres pinceles: uno de oro, el segundo de plata y el tercero de hierro.
Cultivó lo mismo el lienzo que el fresco. Los temas tratados fueron sobre todo religiosos, tanto bíblicos como evangélicos. Trata temas religiosos de iconografía insólita, como La muerte de Abel o La piscina probática. Pero, además, realizó numerosos retratos de magistrados, funcionarios y hombres de letras. Su mérito es desigual, aunque los verdaderamente buenos difícilmente tienen parangón por su gran agudeza psicológica.
Tintoretto tuvo pocos alumnos. En su taller trabajaron sus hijos, Marietta y Domenico, así como Paolo Fiammingo, Ludovico Pozzoserrato y Martín de Vos. Además, influyó en el Greco, quien debió de conocer su obra durante su estancia en Venecia.
En 1904, la escritora británica Virginia Woolf escribió en una carta:

Hasta que no se ha visto a Tintoretto, no se sabe lo que la pintura es capaz de hacer.
Virginia Woolf

## Obras destacadas
Nota: En su datación se ha seguido la referencia Carrassat, así como las que se proporcionan en las fichas de wikicommons, dado que no coinciden con las proporcionadas por el artículo en la Wikipedia en inglés, que tiene como fuente la Enciclopedia Británica en su versión de 1911.

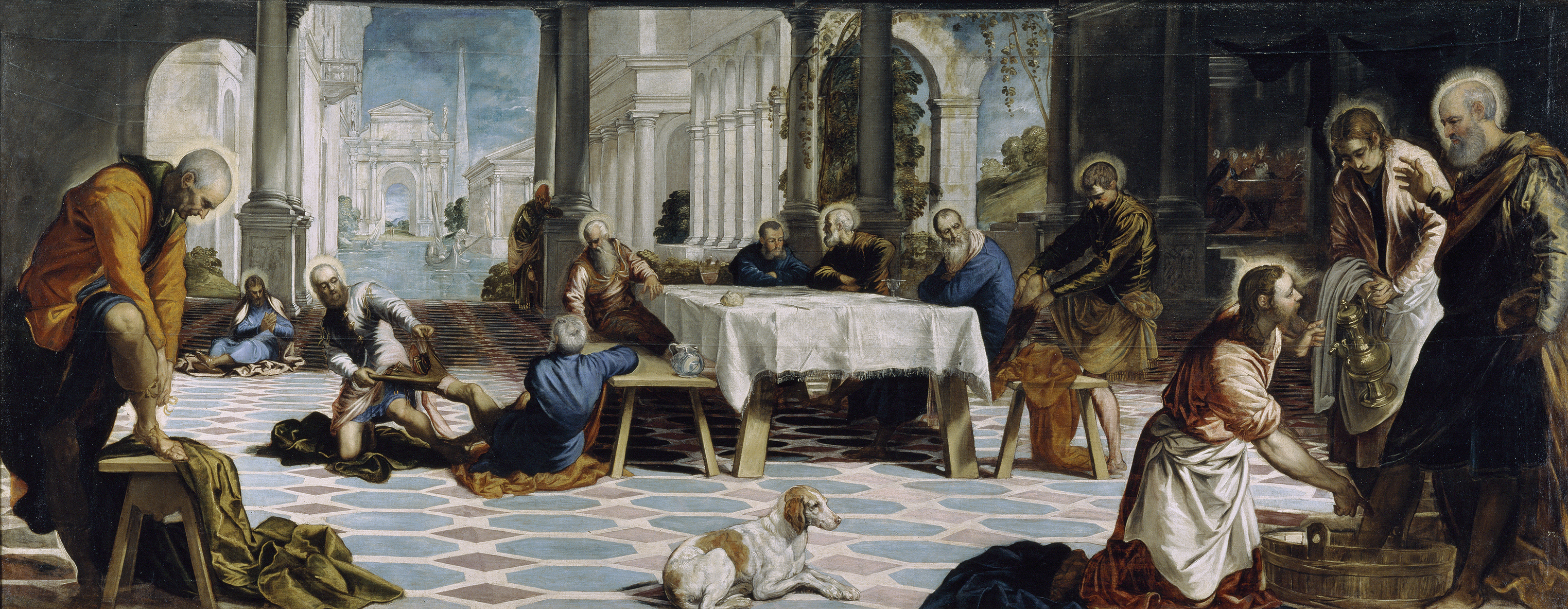
El Lavatorio (Museo del Prado).

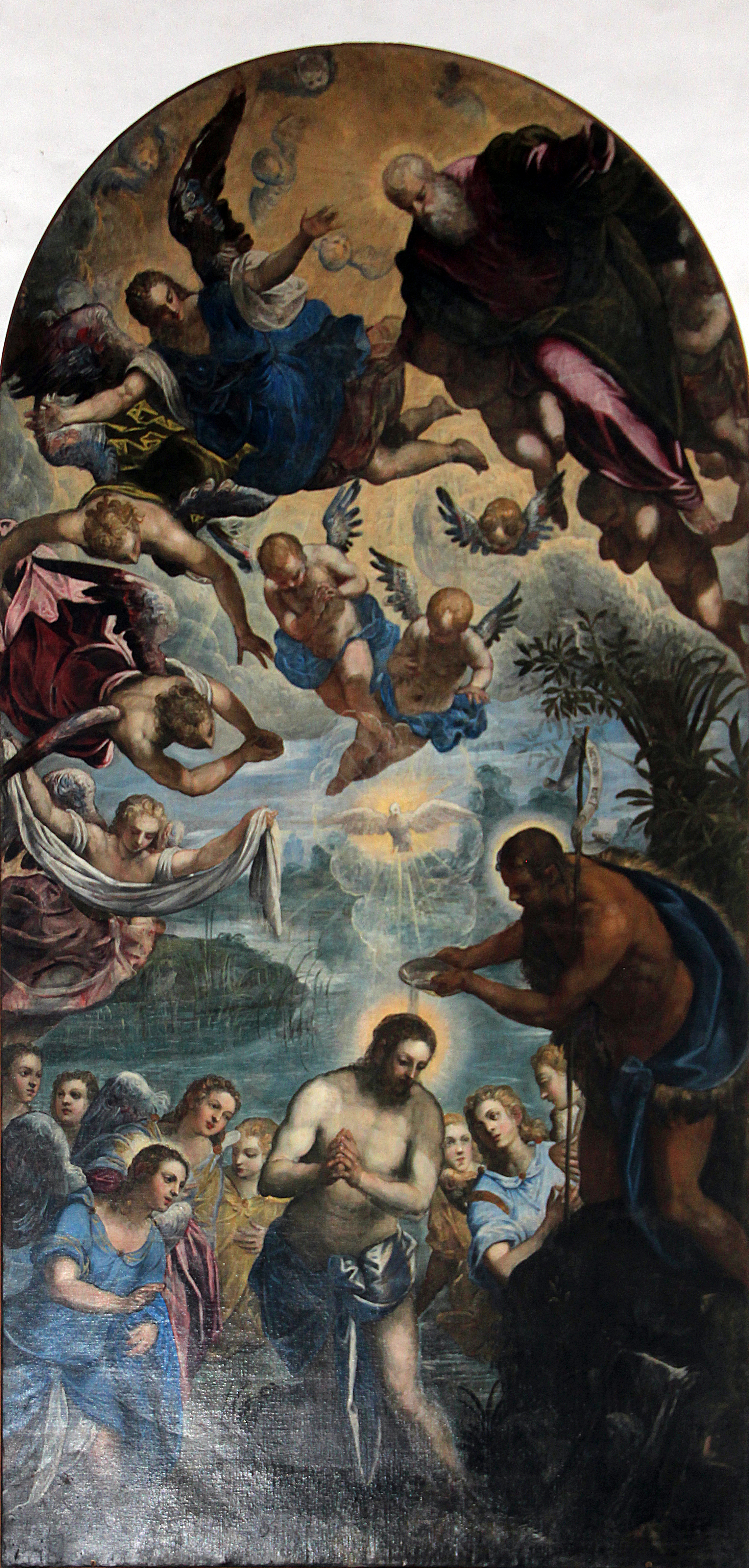
Bautismo de Cristo (chiesa San Pietro Martire, Murano).

- Escenas mitológicas, 1541, Galería Estense, Módena, artesonados del techo.
- El asedio de Asola (L'assedio di Asola), c. 1544-45, óleo sobre lienzo, Museo Nacional, Poznan (Fundación Bárbara Piasecka Johnson).
- Retrato de un gentilhombre, c. 1545, Museo del Louvre, París.
- San Marcos liberando al esclavo, 1548, óleo sobre lienzo, Galería de la Academia de Venecia.
- Autorretrato, c. 1548, Museo de Victoria y Alberto.
- San Roque curando a los apestados, 1549, iglesia de S. Rocco, Venecia.
- El Lavatorio, 1548-49, Museo del Prado, Madrid.
- Historia del Génesis, 1550-52, Galería de la Academia de Venecia.
- Susana y los viejos o El baño de Susana, 1555-56, Museo de Historia del Arte de Viena.
- Seis escenas del Antiguo Testamento, c. 1555, Museo del Prado, Madrid.
- Venus, Vulcano y Marte, c. 1555, óleo sobre lienzo, Pinacoteca Antigua de Múnich.
- Llanto por Cristo muerto,c. 1555-59, óleo sobre lienzo, Museo Soumaya, Ciudad de México.
- Curación del paralítico, 1559, S. Rocco, Venecia.
- San Jorge luchando con el dragón, c. 1560, óleo sobre lienzo, National Gallery de Londres.
- ”Milagros de san Marcos” (1562-66). Tres grandes lienzos sobre la leyenda de Marcos el Evangelista: Hallazgo del cuerpo de San Marcos o La invención del cuerpo de san Marcos, Traslación del cuerpo de San Marcos y San Marcos salvando a un sarraceno de un naufragio, Venecia.
- La adoración del becerro de oro, El juicio final, 1562-64, iglesia de Santa María del Orto, Venecia.
- Alvise Cornaro, c. 1564, Palacio Pitti, Florencia.
- Frescos en la Escuela de San Roco, Venecia): La gloria de san Roque, Escenas de la vida de Cristo (1564-67), Escenas del Antiguo Testamento, Escenas de la vida de Cristo (1576-88).
- Viejo con niño, c. 1565, Museo de Historia del Arte de Viena.
- Alegorías, 1577, Palacio Ducal de Venecia.
- Los fastos de los Gonzaga o Federico II Gonzaga conquista Parma, c. 1578-80, óleo sobre lienzo, Pinacoteca Antigua de Múnich.
- La última Cena, c. 1578-81, óleo sobre lienzo 538x487, Scuola Grande de San Rocco, Venecia.
- Cristo en casa de Marta y María, c. 1580, óleo sobre lienzo, Pinacoteca Antigua de Múnich.
- El procurador Marco Grimani o El senador Marco Grimani, c. 1580, Museo del Prado, Madrid.
- Retrato de Vicenzo Morosini, c. 1581-82, National Gallery de Londres.
- “Escenas de la vida de Hércules” (1581-84, palacio de los dux), entre ellas, El origen de la Vía Láctea (c. 1575-82, óleo sobre lienzo, National Gallery de Londres).
- El paraíso, 1588-92, palacio de los dux, Venecia. El ”modello“ está en el Louvre, y existe otra versión de gran tamaño en el Museo Thyssen-Bornemisza de Madrid.
- La última cena, 1592-94, iglesia de San Giorgio Maggiore, Venecia.